# 연세대학교-코이카 석사학위과정
YONSEI-KOICA 석사학위과정(Yonsei-KOICA Master's Degree Program)은 연세대학교와 코이카가 공동으로 운영하는 개발도상국 공무원 대상 석사학위과정이다. KOICA 협력국의 성장과 안정성을 증진시켜 장기적인 개발에 기여하는 것을 목표로 한다.

## 개요
이 프로그램은 1997년에 한강의 기적이라고도 불리는 한국의 독특한 경제 개발 경험을 개발 도상국과 공유하기 위한 소규모 장학금 프로그램으로 시작되었다. KOICA 협력국 정부 공무원을 대상으로 한국에서 공부하고자 하는 지원자에게 제공한다.

## 목표
개발 도상국 사람들이 한국에서 대학원 과정을 밟을 수 있는 기회를 제공하며, 국제 개발, 여성 및 개발, 공공 정책, 어업 과학, 농업 및 한국의 양자 원조 프로그램에 따른 농촌 개발의 발판을 마련한다. 이 프로그램의 목표는 학생들에게 한국의 새마을 운동 경험을 벤치 마킹함으로써 국가 개발 정책의 맥락에서 새로운 정책과 프로그램을 설계하고 구현하는 능력을 갖추도록 하는 것이다. 또한 학생들이 정부 시스템과 농촌 지역에 존재하는 다양한 문제를 해결하는 데 필요한 과학 연구 방법론에 대한 지식을 함양할 수 있도록 과정이 설계되어 있다.

## 구성

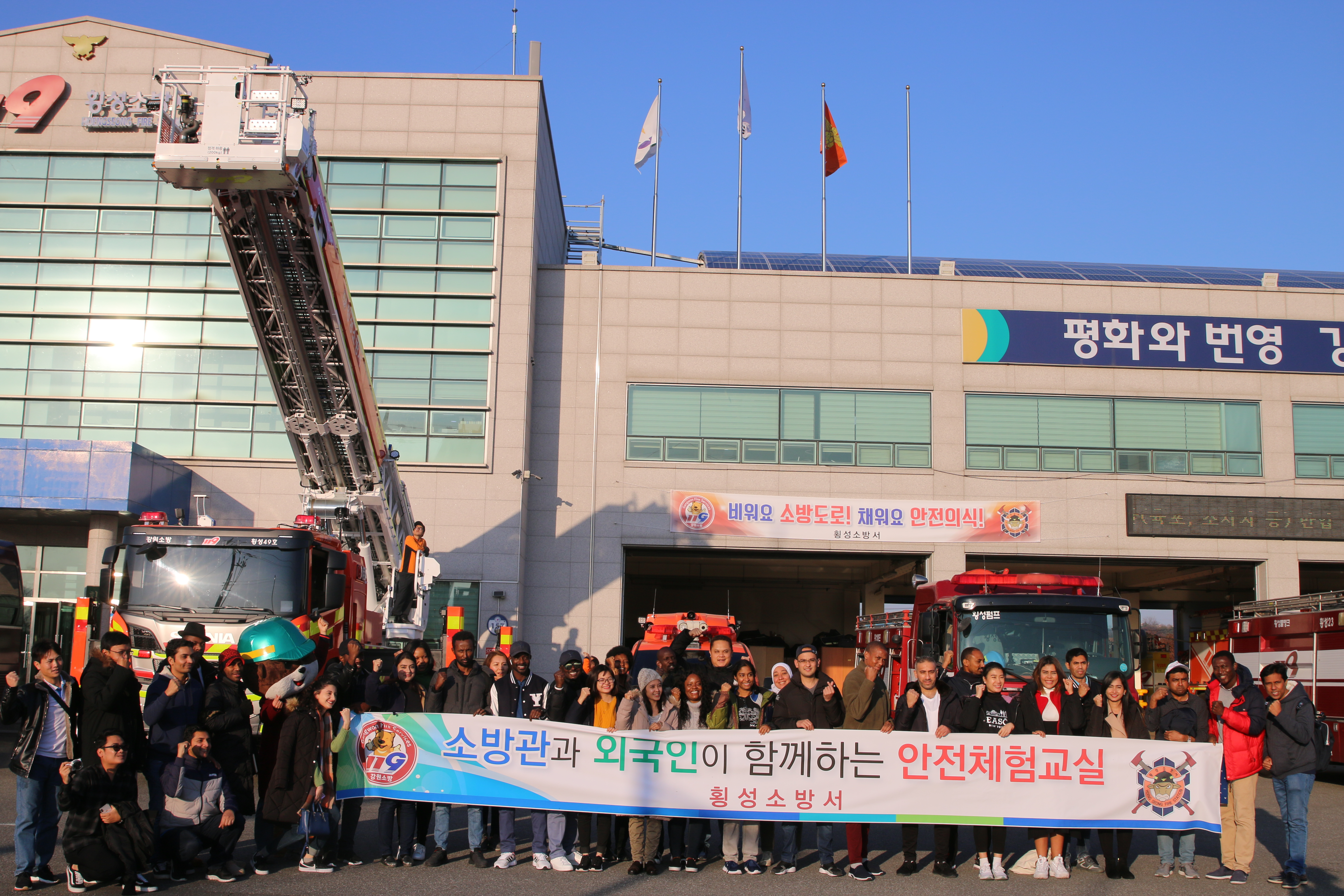
YONSEI-KOICA 석사학위과정 학생 횡성소방서 견학

가을 학기와 겨울 학기는 이론 학습을, 봄 학기에는 새마을 운동의 정신과 원리를 일상 생활에 적용하고 가나안 농촌학교 근처의 마을 사람들에게 적용하는 데 더 중점을 두고 있다. 2학기 가을 학기는 학생들에게 새마을 운동을 자신의 지역 사회와 사회에 적용하기 위해 무엇을 해야 하는 지에 대해 고민하게 하는데 중점을 두고 있다. 또한 다양한 공공 기관, 기업을 방문하여 학생들에게 한국에 대한 이해도를 높이고 있다.